# Matti Vanhanen
Matti Taneli Vanhanen (ur. 4 listopada 1955 w Jyväskylä) – fiński polityk i dziennikarz, parlamentarzysta, w 2003 minister obrony, od 2003 do 2010 premier Finlandii oraz przewodniczący Partii Centrum, w latach 2019–2020 i 2022–2023 przewodniczący Eduskunty, w latach 2020–2021 minister finansów, w 2020 również wicepremier.

## Życiorys
Syn Tatu Vanhanena, profesora nauk politycznych na Uniwersytecie w Tampere. Ukończył w 1989 studia z zakresu nauk politycznych na Uniwersytecie Helsińskim. Od 1985 pracował jako dziennikarz pisma „Kehäsanomat”, a następnie (w latach 1988–1991) jako jego redaktor naczelny.
Należy do Partii Centrum, na początku lat 80. kierował młodzieżówką partyjną. W latach 1991–2010 sprawował mandat posła do Eduskunty. W kwietniu 2003 objął urząd ministra obrony w gabinecie Anneli Jäätteenmäki, a po jej nagłej rezygnacji w czerwcu tego samego roku został premierem koalicyjnego rządu, współtworzonego przez centrystów, Partię Socjaldemokratyczną i liberalne ugrupowanie mniejszości szwedzkiej. W październiku 2003 Matti Vanhanen zastąpił byłą premier również na stanowisku przewodniczącego Partii Centrum.
W 2006 kandydował w wyborach prezydenckich, zajmując w pierwszej turze 3. miejsce z wynikiem 18,6% głosów. Przed drugą turą poparł publicznie Sauliego Niinistö z Koalicji Narodowej, który jednak przegrał z ubiegającą się o reelekcję Tarją Halonen ze współtworzących rząd socjaldemokratów.
Kierowani przez Mattiego Vanhanena centryści po wyborach w 2007 utrzymali status głównej siły w Eduskuncie, co pozwoliło mu pozostać na stanowisku premiera. Nowy gabinet poza jego macierzystą formacją i Szwedzką Partią Ludową poparły również Partia Koalicji Narodowej i Liga Zielonych. Przed Bożym Narodzeniem 2009 zapowiedział odejście z obu stanowisk (lidera partii i premiera) w połowie 2010. 12 czerwca 2010 na funkcji przewodniczącego Partii Centrum zastąpiła go minister Mari Kiviniemi, 18 czerwca tego samego roku złożył rezygnację z urzędu premiera. Cztery dni później Eduskunta powołała na to stanowisko Mari Kiviniemi. W tym samym roku Matti Vanhanen złożył także mandat poselski. Ponownie uzyskał go w wyniku wyborów w 2015. 2 czerwca 2015 został przewodniczącym klubu parlamentarnego Partii Centrum.
W 2018 ponownie był kandydatem centrystów w wyborach prezydenckich. W pierwszej turze głosowania otrzymał 4,1% głosów, zajmując 5. miejsce wśród 8 kandydatów. W 2019 kolejny raz został wybrany do Eduskunty.
W czerwcu 2019 został wybrany na nowego przewodniczącego fińskiego parlamentu. W czerwcu 2020 w rządzie Sanny Marin objął stanowisko ministra finansów w miejsce Katri Kulmuni. Powierzono mu wówczas także funkcję wicepremiera, którą wykonywał do września tegoż roku. W maju 2021 odszedł ze stanowiska ministra finansów. W styczniu 2022 ponownie wybrany na przewodniczącego Eduskunty (od lutego tegoż roku), fińskim parlamentem kierował do końca kadencji w 2023.